# Aigné
Aigné település Franciaországban, Sarthe megyében. Lakosainak száma 1681 fő (2022. január 1.). Aigné La Milesse, Trangé, Chaufour-Notre-Dame, Degré, Domfront-en-Champagne és Lavardin községekkel határos.

## Népesség
A település népességének változása:
| Lakosok száma | 1618 | 1627 | 1667 | 1659 | 1686 | 1698 | 1692 | 1687 | 1681 |
|               | 2013 | 2015 | 2016 | 2017 | 2018 | 2019 | 2020 | 2021 | 2022 |